# Grenzanbieter

Zum aktuellen Marktpreis ist Anbieter D der Grenzanbieter. Seine Stückkosten entsprechen dem Preis.

Grenzanbieter (auch Grenzbetrieb, Grenzproduzent oder Marginalanbieter; englisch marginal supplier) ist in der Preistheorie ein Anbieter, dessen Grenzkosten gleich den Durchschnittskosten und diese gleich dem Marktpreis sind.

## Allgemeines
Der Begriff des Grenzanbieters stammt aus der ökonomischen Theorie, und man sollte sich Erich Gutenberg zufolge „dieser Tatsache bewusst sein, wenn man diesen Begriff in wirtschaftspolitischen Diskussionen verwendet“. Umgangssprachlich werden Grenzanbieter auch jene Unternehmen genannt, die sich in einer Unternehmenskrise befinden und möglicherweise bald Insolvenz anmelden müssen.
Ein solcher Anbieter befindet sich in einer betrieblichen Grenzsituation, denn ohne Änderung seiner Kostenstruktur (unter anderem Materialaufwandsquote, Personalaufwandsquote, Produktionsstruktur) kann er Preissenkungen nicht verkraften, weil seine Umsatzerlöse gerade noch zur Kostendeckung reichen. In dieser Situation kommt ihm keine Produzentenrente zu. Würde der Marktpreis unterhalb der Gesamtkosten des Grenzanbieters fallen, so muss er seine Kapazitäten abbauen, so dass ein hieraus folgender Nachfrageüberhang zu steigenden Preisen führen könnte. Dagegen spricht allerdings, dass die Gewinn erwirtschaftenden Konkurrenten des Grenzanbieters im Rahmen eines Verdrängungswettbewerbs versuchen werden, den Grenzanbieter durch Preissenkungen vom Markt zu verdrängen. 
Deshalb kann man jeden Anbieter als Grenzanbieter bezeichnen, der nur kostendeckend produziert. Beim Gegensatz des Grenznachfragers handelt es sich um einen Nachfrager, der den Markt bei einer Preiserhöhung als erster verlässt.

## Ermittlung
Die Definition besagt, dass beim Grenzanbieter die Grenzkosten {\displaystyle K_{G}} mit den Durchschnittskosten {\displaystyle K_{D}} identisch sind:
{\displaystyle K_{G}=K_{D}}
und die Durchschnittskosten dem Marktpreis {\displaystyle P} entsprechen, so dass
{\displaystyle K_{G}=P}
gilt. Das bedeutet, dass die Gesamtkosten den Umsatzerlösen entsprechen, so dass der Grenzanbieter keinen Gewinn erwirtschaften kann.

## Wirtschaftliche Aspekte
Dies widerspricht jedoch dem Unternehmensziel der Gewinnmaximierung, so dass der Grenzanbieter im Polypol nur auf Kostensenkungen angewiesen ist, weil er den Marktpreis als Datenparameter nicht beeinflussen kann. Jede weitere Preissenkung würde ihn in die Verlustzone bringen. Ziel eines Grenzbetriebes muss deshalb die Rationalisierung sein, um durch Kostensenkung aus eigener Kraft aus einer Grenzsituation herauszukommen. Grenzanbieter können deshalb nicht am Preiswettbewerb teilnehmen, weil sie bereits ihre Preisuntergrenze erreicht haben. Ist ein Unternehmen längere Zeit Grenzanbieter, dann wächst das Risiko seiner Liquidation.